# Yuriko Kajiya

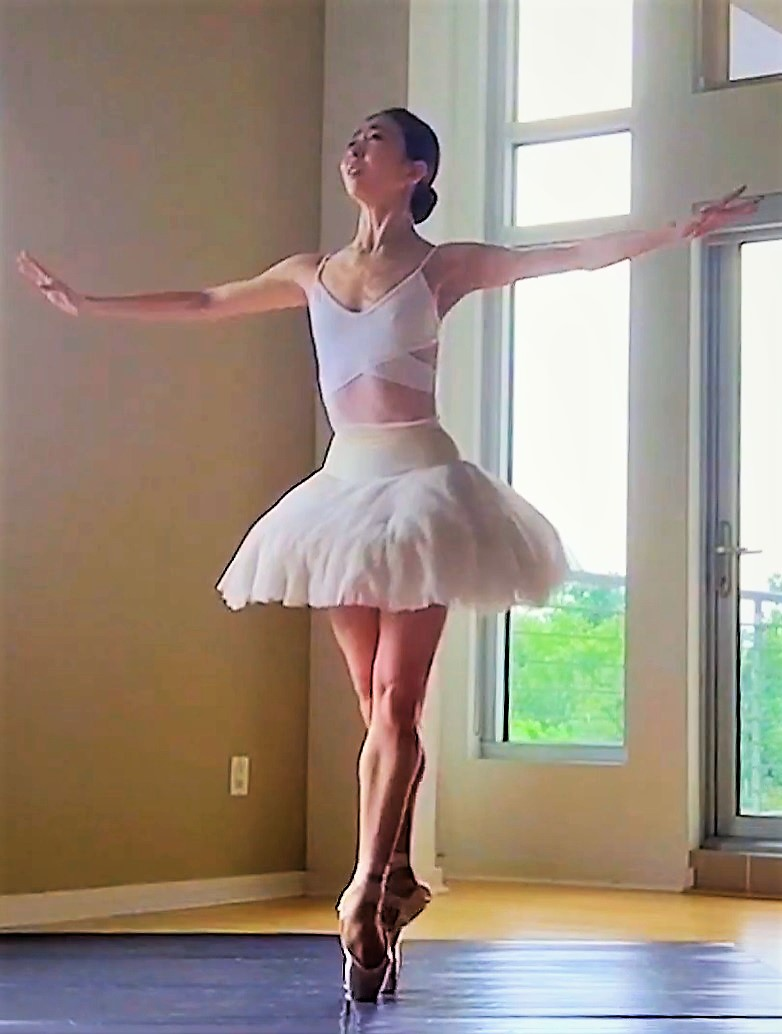
Yuriko Kajiya in Der sterbende Schwan, 2020

Yuriko Kajiya (japanisch 加治屋 百合子 Kajiya Yuriko; geboren 25. Juni 1984 in Nagoya, Präfektur Aichi) ist eine japanische Balletttänzerin und Primaballerina des Houston Ballet. Davor war sie Mitglied der Ballettkompanie American Ballet Theatre (ABT).

## Leben und Wirken
Yuriko wurde 1984 in Nagoya geboren. Mit acht Jahren begann sie Ballettunterricht im Matsumoto-Michiko-Ballett zu nehmen. Mit zehn Jahren setzte sie den Ballettunterricht an der Ballettschule der Shanghai Ballet Company fort und gewann 1997 den Best Performance Award beim „Tao Li Bei National Ballet Wettbewerb“. 2000 gewann sie den Prix de Lausanne und wurde daraufhin in der Ballettschule des National Ballet of Canada aufgenommen.
2001 wurde sie als Ballettschülerin im American Ballet Theatre aufgenommen, ein Jahr später wurde sie Mitglied des Corps de Ballet. Von 2007 an war sie Solotänzerin in der Kompanie.
Zu Yurikos Repertoire beim ABT gehörten Don Quixote, Giselle, Tschaikowskis Dornröschen, La Bayadère, Le Corsaire, Onegin, Les Sylphides, u. a. m.
Yuriko verließ die ABT-Kompanie 2014 mit einer Aufführung von Coppélia. Gemeinsam mit ihrem Lebenspartner Jared Matthews schloss sie sich dem Houston-Ballet an. Bereits fünf Monate später wurde sie Primaballerina für die Aufführung des Nussknackers unter der künstlerischen Leitung von Ben Stevenson. Seither trat Yuriko in der Hauptrolle vieler Ballettstücke auf, darunter in Manon und Mayerling choreographiert von Kenneth MacMillan, Paquita u. a. m.